# 全紋鸚竺鯛
全紋鸚竺鯛（学名：Ostorhinchus holotaenia），又稱全紋天竺鯛，俗名大面側仔、大目側仔，为輻鰭魚綱鈎頭魚目天竺鯛科鸚竺鯛屬下的一个种，分布於印度西太平洋，從莫三比克、塞席爾群島、留尼旺至印尼西巴布亞省，北至台灣海域，深度15至35公尺，本魚體呈橢圓形，體稍側扁，頭大、眼大、口大且斜裂，頜齒細小，鰓蓋骨後緣棘不發達，體被弱櫛鱗，體呈灰白色，體側有數條黃棕色縱紋，背鰭2個，尾鰭截形，背鰭硬棘8枚、背鰭軟條9枚、臀鰭硬棘2枚、臀鰭軟條8枚，體長可達8公分，棲息在潟湖及珊瑚礁，成群活動，夜行性，屬肉食性，以浮游生物及小型甲殼類為食，繁殖期時，雄魚具有口孵習性，卵約7日化成仔魚，由雄魚吐出，具短暫的仔魚飄浮期，生活習性不明。